# 張德明 (萬曆進士)
張德明（1557年—？），字子經，號毅宇，浙江溫州府樂清縣民籍永嘉縣人，明朝政治人物。

## 生平
萬曆四年（1576年）丙子科浙江鄉試第六十八名，萬曆十四年（1586年）丙戌科會試三百十八名，登二甲第五十七名進士。刑部观政，十六年八月同考順天鄉試，十八年十月授刑部主事，十九年恤刑廣西，二十一年升陕西司员外郎，升本部贵州司郎中，升揚州府知府，二十三年丁憂歸。二十六年補官宁国府知府，三十年升广东按察司副使，三十三年九月升本省右参政。因考察降用。

## 家族
曾祖張素，曾任壽官；祖父張奎；父張崇翰，曾任冠帶。母林氏。具庆下。弟德威（庠生）、守身（丙子舉人）。